# Amazon Simple Email Service
Amazon Simple Email Service (SES) — один из облачных веб-сервисов от компании Amazon.com. SES предлагает пользователям своих сервисов (AWS) инфраструктуру по отправке большого числа почтовой корреспонденции.

## История
Amazon объявило о выходе услуги на рынок 25 января 2011 года.

## Цены
Базовая цена составляет $0.10 за тысячу отправленных почтовых сообщений.
Пользователи могут отправлять 200 сообщений бесплатно каждый день, если эти сообщения были созданы из Amazon EC2.